# Tourrenquets
Tourrenquets är en kommun i departementet Gers i regionen Occitanien i sydvästra Frankrike. Kommunen ligger i kantonen Auch-Nord-Est som tillhör arrondissementet Auch. År 2022 hade Tourrenquets 103 invånare.

## Befolkningsutveckling
Antalet invånare i kommunen Tourrenquets
Referens:INSEE